# زوبین قهرمانی
زوبین قهرمانی (متولد ۸ فوریه ۱۹۷۰) محقق و استادی ایرانی در رشته مهندسی اطلاعات در دانشگاه کمبریج است. وی همزمان دارای کرسی استادی در دانشگاه کارنگی ملون و کالج لندن می‌باشد.

## تحصیلات
زوبین قهرمانی دکترای خود را از دپارتمان علوم شناختی انستیتو تکنولوژی ماساچوست تحت هدایت مایکل جردن و توماسو باجو دریافت کرد.

## تحقیقات
قهرمانی آورده‌های قابل توجهی در حوزه یادگیری ماشین با روش بیزین، مدلهای گراف و نروساینس محاسباتی دارد.

## جایزه‌ها و افتخارات
قهرمانی در سال ۲۰۱۵ به عنوان عضو انجمن سلطنتی لندن برای پیشرفت دانش طبیعی انتخاب گشت.